# Tamopsis eucalypti
Espèce
Synonymes
- Tama eucalypti Rainbow, 1900

Tamopsis eucalypti est une espèce d'araignées aranéomorphes de la famille des Hersiliidae.

## Distribution
Cette espèce est endémique d'Australie. Elle se rencontre dans le Sud du Queensland, dans l'Est de la Nouvelle-Galles du Sud, dans le Territoire de la capitale australienne, au Victoria et dans l'Est de l'Australie-Méridionale.

## Description
Le mâle mesure 5,0 mm et la femelle 6,6 mm.

## Publication originale
- Rainbow, 1900 : Descriptions of some new Araneidae of New South Wales. No. 9. Proc. Linn. Soc. New S. Wales vol. 25, p. 483-494 (texte intégral).